# Alex Bell
Alexander Bell est un footballeur britannique, né le 20 octobre 1882 au Cap, au sein de l'empire britannique, et décédé le 30 novembre 1934 à Chorlton-cum-Hardy en Angleterre. Joueur de football international écossais, il est connu pour avoir joué à Manchester United et aux Blackburn Rovers au début du XXe siècle.

## Biographie
Bell naît durant la période de la colonie du Cap, de parents écossais, et commence sa carrière comme attaquant, pour divers clubs de la ville d'Ayr en Écosse. C'est lors d'un match avec le Ayr Parkhouse Football Club en Scottish Football League, qu'il est remarqué par un recruteur et ancienne star du Newton Heath Football Club, tout récemment renommé en Manchester United, Will Davidson.
Manchester United paye 700 £ en janvier 1903 pour Bell, une coquette somme pour un club qui sortait d'une toute récente banqueroute et végétait en deuxième division anglaise.
Il bataille longuement en pointe de l'attaque mancunienne, mais avec seulement 11 titularisations en deux ans, son sort semble scellé. Toutefois, une succession de blessures au sein de l'effectif défensif, en 1904, oblige Ernest Mangnall a modifié sa tactique, et il est demandé à Bell de jouer plus bas dans la formation, en sorte de milieu défensif gauche d'époque. C'est alors une renaissance footballistique pour celui qui allait devenir l'un des titulaires iconiques d'United, formant un trio reconnu et craint avec Charlie Roberts et Dick Duckworth.
Bell totalise 309 matchs et 10 buts avec les Reds. Il représente une fois sa nation, le 16 mars 1912, lors d'un Écosse - Irlande. Il aide les Reds à remporter deux fois le championnat anglais, et une FA Cup.
Il est ensuite transféré contre la somme de 1 000 £ aux Blackburn Rovers, une équipe incontournable du championnat au début du XXe siècle, en juillet 1913.
Malheureusement, il n'y joue que quelques matchs, la première guerre mondiale éclatant en août 1914 pour l'Angleterre, mettant fin aux championnats jusqu'en 1919.
Il signe ensuite au Clackmannan Football Club pour deux saisons, avant de terminer sa carrière de joueur au Royal Albert Football Club
Il devient ensuite lors entraîneur / préparateur pour divers club, notamment Coventry City et Manchester City, jusqu'à sa mort en novembre 1934, à l'âge de 52 ans.

## Palmarès
| Manchester United - Championnat d'Angleterre (2) : - Champion : 1907-08 et 1910-11. - Coupe d'Angleterre (1) : - Vainqueur : 1908-09. |  | Blackburn Rovers - Championnat d'Angleterre (1) : - Champion : 1913-14. |